# Grad Nitra
Grad Nitra (slovaško Nitriansky hrad, madžarsko Nyitrai vár) je grad na hribu v starem mestnem jedru Nitre na Slovaškem. Dominira nad mestom in je državni kulturni spomenik. Je sedež škofije Nitra.

## Zgodovina
Prvo utrjeno središče na Grajskem hribu sega v bronasto dobo (1600 pr. n. št.). V 1. stoletju pred našim štetjem so hrib naselili Kelti. Po uničenju je bilo najdišče zapuščeno do zgodnjega slovanskega obdobja (7.–-8. stoletje) in vsaj od preloma 8. do 9. stoletja so ga trajno zasedli Slovani. V prvi polovici 9. stoletja je bil vrh hriba zaščiten z leseno palisado. V drugi polovici istega stoletja so Slovani zgradili masivno obzidje iz dveh zunanjih suhozidov (debeline 2 x 3 m) z notranjo leseno konstrukcijo, zasuto z zemljo (3 m). Prvotno obzidje je bilo uničeno pred začetkom 11. stoletja.
Grad je bil zgrajen v 11. stoletju na mestu prejšnje utrdbe. Jedro gradu je stolnica sv. Emerama s škofovsko rezidenco; najstarejši ohranjeni del je romanska cerkev sv. Emerama iz 11. stoletja in še dva dela stolnice: prvotno gotska zgornja cerkev je bila zgrajena med letoma 1333 in 1335 in spodnja cerkev iz 17. stoletja. Prvotno gotska škofovska palača je današnjo poznobaročno podobo dobila v 18. stoletju. Ohranjeni so tudi deli grajskih utrdb, ki so večinoma nastale v 16. in 17. stoletju, manjši del pa iz srednjega veka. Cerkev trenutno prenavljajo.

### Trenutno stanje
Številne predelave, utrdbe in rekonstrukcijska dela skozi stoletja so popolnoma spremenila prvotno podobo gradu. Najbližje prvotnemu videzu so le cerkev sv. Emeráma iz prve polovice 13. stoletja, del grajskega obzidja in zgornja gotska cerkev iz prve polovice 14. stoletja ter notranja grajska vrata iz 16. stoletja. Skoraj prvotno podobo imajo le še ohranjene stavbe s konca 17. in 18. stoletja.

## Legenda stolpa
S štirikotnim stolpom Vazilova veža je povezana legenda: V stolpu je bil zaprt prestolonaslednik in nečak ogrskega kralja Štefana I. Vazul (slovaško Vasil). Toda njegove oči niso mogle uživati v razgledu, ker so bile ugasnjene; njegova ušesa niso mogla slišati, kajti njegovi mučitelji so vanj vlili svinec. Menih Fulgencij je zato izrekel strašno kletvico: za dve mrtvi očesi kneza Vasila, ki sta sijali kot dve sonci, je padla noč nad mestom za dva dni. Po starodavnih zapisih je bilo v mestu res dva dni temno, čeprav zaradi nadloge kobilic.